# Marijn Mulders
Marijn Mulders (Venlo, 5 februari 1987) is een Nederlands voormalig profvoetballer die als middenvelder speelde.

## Clubcarrière
Mulders begon met voetballen bij SV Kronenberg en speelde vier jaar in de jeugdopleiding van PSV. In het seizoen 2005/06 speelde hij in het tweede elftal van VVV-Venlo. Hij ging in 2006 naar TOP Oss waar hij op 15 december in de Eerste divisie debuteerde in de uitwedstrijd tegen PEC Zwolle als invaller na 85 minuten voor Revy Rosalia. Dit bleef zijn enige optreden en in 2007 ging hij naar Hoofdklasser Germania uit Groesbeek. Na het voetbal werd hij fysiotherapeut.

## Interlandcarrière
Mulders was Nederlands jeugdinternational onder 15 en onder 16.